# 천흥 (북위)
천흥(天興, 398년 12월 ~ 404년 10월)은 북위(北魏) 도무제(道武帝) 탁발규(拓跋珪)의 세번째 연호이자 칭제한 후에 개원한 연호이다. 5년 11개월 동안 사용하였다. 398년 12월, 위왕(魏王) 탁발규(拓跋珪)는 황제에 즉위하고 개원하였다.

## 개원
- 황시(皇始) 3년 12월 2일[1](399년 1월 24일)에 위왕이 칭제한 후, 연호를 천흥(天興)으로 개원함.[2][3][4][5]

- 천흥(天興) 7년 10월 28일[6](404년 12월 15일)에 연호를 천사(天賜)로 개원함.[2][3][7][5]

## 연대 대조표
| 천흥        | 원년            | 2년                 | 3년             | 4년                 | 5년                                            | 6년                           | 7년            |
| 서기        | 398년           | 399년               | 400년           | 401년               | 402년                                          | 403년                         | 404년          |
| 간지        | 무술(戊戌)      | 기해(己亥)          | 경자(庚子)      | 신축(辛丑)          | 임인(壬寅)                                     | 계묘(癸卯)                    | 갑진(甲辰)     |
| 동진 (東晉) | 융안(隆安) 2년  | 3년                 | 4년             | 5년                 | 원흥(元興) 원년 융안(隆安) 6년 대형(大亨) 원년 | 대형(大亨) 2년 원흥(元興) 2년 | 원흥(元興) 3년 |
| 환초 (桓楚) | -               | -                   | -               | -                   | -                                              | 영시(永始) 원년               | 2년            |
| 후연 (後燕) | 건평(建平) 원년 | 장락(長樂) 원년     | 2년             | 3년 광시(光始) 원년 | 2년                                            | 3년                           | 4년            |
| 후진 (後秦) | 황초(皇初) 5년  | 6년 홍시(弘始) 원년 | 2년             | 3년                 | 4년                                            | 5년                           | 6년            |
| 서진 (西秦) | 태초(太初) 11년 | 12년                | 13년            | -                   | -                                              | -                             | -              |
| 후량 (後凉) | 용비(龍飛) 3년  | 4년 함녕(咸寧) 원년 | 2년             | 3년 신정(神鼎) 원년 | 2년                                            | 3년                           | -              |
| 북량 (北凉) | 신새(神璽) 2년  | 3년 천새(天璽) 원년 | 2년             | 3년 영안(永安) 원년 | 2년                                            | 3년                           | 4년            |
| 남량 (南凉) | 태초(太初) 2년  | 3년                 | 건화(建和) 원년 | 2년                 | 3년 홍창(弘昌) 원년                            | 2년                           | 3년            |
| 남연 (南燕) | -               | -                   | 건평(建平) 원년 | 2년                 | 3년                                            | 4년                           | 5년            |
| 서량 (西凉) | -               | -                   | 경자(庚子) 원년 | 2년                 | 3년                                            | 4년                           | 5년            |

## 동시대 연호

### 한국
고구려(高句麗)
- 영락(永樂) (391년 ~ 412년)

### 중국
동진(東晉)
- 융안(隆安) (397년 ~ 402년)
- 원흥(元興) (402년 ~ 405년)
- 대형(大亨) (402년 ~ 403년)

환초(桓楚)
- 영시(永始) (403년 ~ 404년)

후연(後燕)
- 건평(建平) (398년)
- 장락(長樂) (399년 ~ 401년)
- 광시(光始) (401년 ~ 406년)

후진(後秦)
- 황초(皇初) (394년 ~ 399년)
- 홍시(弘始) (399년 ~ 416년)

서진(西秦)
- 태초(太初) (388년 ~ 400년)

후량(後凉)
- 용비(龍飛) (396년 ~ 399년)
- 함녕(咸寧) (399년 ~ 401년)
- 신정(神鼎) (401년 ~ 403년)

북량(北凉)
- 신새(神璽) (397년 ~ 399년)
- 천새(天璽) (399년 ~ 401년)
- 영안(永安) (401년 ~ 412년)

남량(南凉)
- 태초(太初) (397년 ~ 399년)
- 건화(建和) (400년 ~ 402년)
- 홍창(弘昌) (402년 ~ 404년)

남연(南燕)
- 건평(建平) (400년 ~ 405년)

서량(西凉)
- 경자(庚子) (400년 ~ 404년)

기타 정권
- 왕시(王始) 태평(太平) (403년)
- 환겸(桓謙) 천강(天康) (404년 ~ 405년)

## 같이 보기
- 다른 왕조의 같은 연호
  - 금(金) 천흥(天興, 1232년 ~ 1234년)
  - 후 레 왕조(後黎朝) 티엔흥(天興, 1459년 ~ 1460년)

- 중국의 연호 목록